# Branko Bazala
Branko Bazala (Zagreb, 30. siječnja 1903. – Zagreb, 4. veljače 1969.), hrvatski pravnik.
Doktorirao je pravo u Zagrebu. Bio je kotarski, okružni te sudac Vrhovnog suda SR Hrvatske. Objavio je više članaka i komentara iz civilnog prava te četiri priručnika obrazaca za praktičnu primjenu procesnih zakona.